# Martin Whiteley
Martin Whiteley es un jinete británico que compitió en la modalidad de concurso completo. Ganó dos medallas en el Campeonato Europeo de Concurso Completo de 1967.

## Palmarés internacional
| Campeonato Europeo | Campeonato Europeo    | Campeonato Europeo | Campeonato Europeo |
| Año                | Lugar                 | Medalla            | Categoría          |
| ------------------ | --------------------- | ------------------ | ------------------ |
| 1967               | Punchestown (Irlanda) | Medalla de oro     | Por equipos        |
| 1967               | Punchestown (Irlanda) | Medalla de plata   | Individual         |